# Shine (песня De Toppers)
Shine (рус. «Сияние») — песня, с которой De Toppers представляли Нидерланды на конкурсе «Евровидение-2009», который прошёл в Москве.
Авторы песни «Shine» Бас ван ден Хеувел (нидерл. Bas van den Heuvel) и Гордон (нидерл. Gordon) — он же «Гер ван де Вестелакен» (нидерл. Ger van de Westelaken).

## Ремиксы
25 февраля 2009 стало известно, что песня, с которой De Toppers представили Голландию в Москве претерпит некоторые стилевые изменения.
Известный голландский Диджей Джон Маркс, (нидерл. "DJ John Marks") создал новую «Shine New Wave Eurovision 2009 Mix» версию песни. Кроме ранее упомянутой, «Shine» получила также и «Shine radio edition» — собственно которую и исполнили De Toppers во втором полуфинале 14 мая и специальную, расширенную «Shine Club extended mix» версии. Европейская презентация ремиксов состоялась 13 марта 2009 года.